# Richard Henry Lee
Richard Henry Lee (ur. 20 stycznia 1732, zm. 19 czerwca 1794) – amerykański prawnik i polityk.
W latach [1774–1779, 1784–1785 i 1787 był członkiem Kongresu Kontynentalnego, a w 1784 roku pełnił funkcję jego prezydenta. Był jednym z sygnatariuszy deklaracji niepodległości Stanów Zjednoczonych.
Został wybrany do Senatu podczas pierwszej kadencji Kongresu Stanów Zjednoczonych. W senacie zasiadał w latach 1789–1792 i podczas drugiej kadencji Kongresu Stanów Zjednoczonych pełnił funkcję przewodniczącego pro tempore Senatu Stanów Zjednoczonych.
Jego bracia, Arthur i Francis Lightfoot, także byli delegatami stanu Wirginia do Kongresu Kontynentalnego. Z kolei jego prawnuk, Blair był senatorem Stanów Zjednoczonych ze stanu Maryland.